# Sensor de impacto

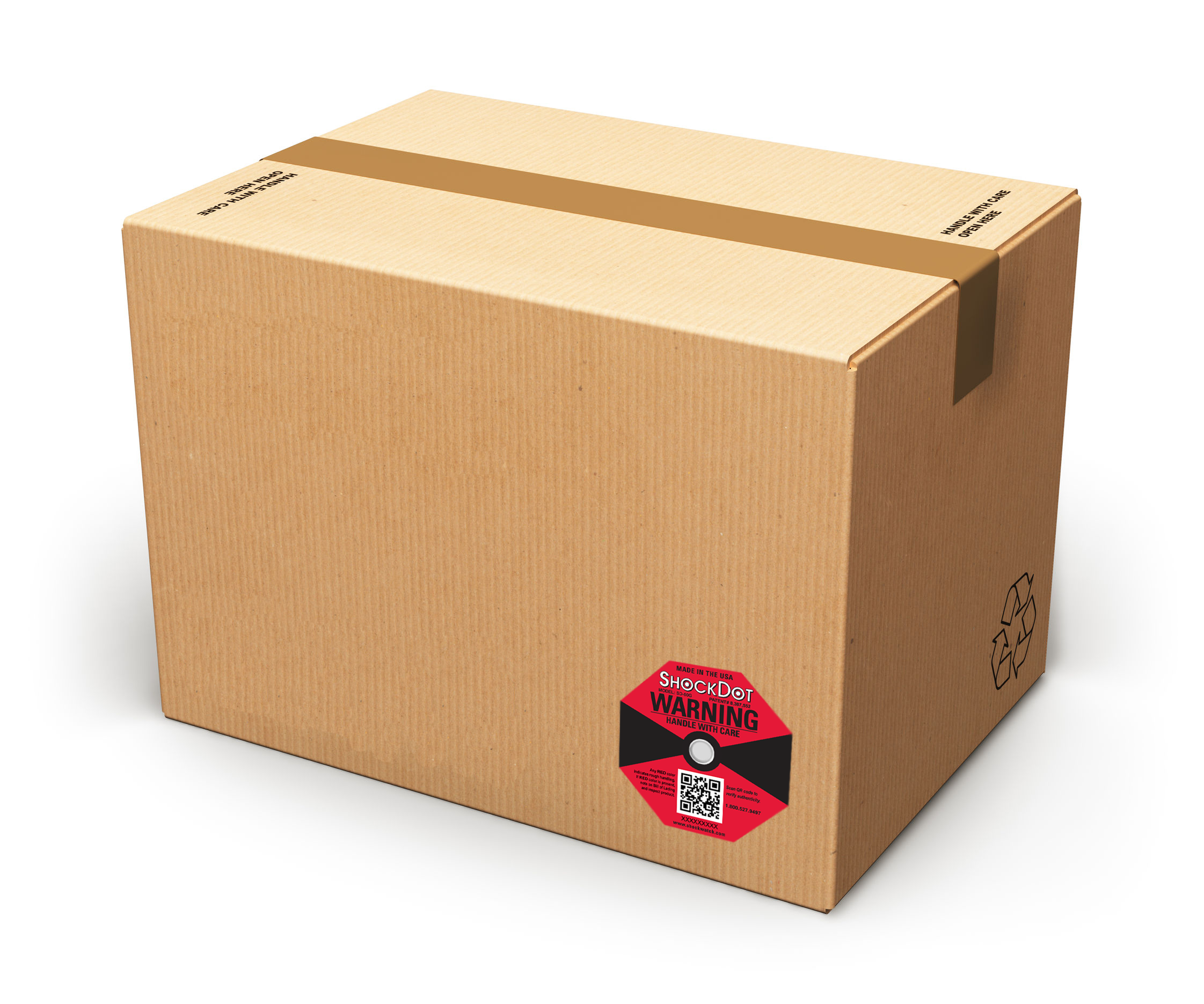
Sensor de impacto en un paquete

Los sensores de impacto se pueden montar en cascos deportivos para ayudar a monitorear los impactos.

Un sensor de impacto, detector de choque o monitor de impacto es un dispositivo que indica si se ha producido un choque físico o un impacto. Por lo general, tienen una salida binaria (go/no go) y, a veces, se denominan dispositivos de sobrecarga de choque. Los detectores de golpes se pueden utilizar en envíos de artículos valiosos frágiles para indicar si puede haber ocurrido una caída o impacto potencialmente dañino. También se utilizan en cascos deportivos para ayudar a estimar si puede haber ocurrido un impacto peligroso.
Por el contrario, un registrador de datos de choque es un sistema de adquisición de datos para el análisis y registro de pulsos de choque.

## Descripción general
Los choques e impactos a menudo se especifican por la aceleración máxima expresada en g-s (a veces llamadas fuerzas g). La forma del impulso de choque y, en particular, la duración son igualmente importantes.  Por ejemplo, un impacto corto de 1 m/s 300 g tiene poco potencial de daño y no suele ser de interés, pero un impacto de 20 m/s 300 g puede ser crítico. Dependiendo del uso, la respuesta a esta sensibilidad de tiempo de un sensor de impacto debe coincidir con la sensibilidad del elemento que está destinado a monitorear.
La ubicación de montaje también afecta la respuesta de la mayoría de los sensores de impacto. Un impacto en un elemento rígido, como un casco deportivo o un paquete rígido, puede responder a un impacto de campo con un pulso irregular que, sin un filtrado adecuado, es difícil de caracterizar. Un choque en un artículo acolchado generalmente tiene un impulso de choque más suave y, por lo tanto, respuestas más consistentes del detector de descargas.
Los choques son cantidades vectoriales en las que la dirección del choque es importante para el elemento de interés. Los sensores de impacto también pueden ser muy sensibles a la dirección de la descarga de entrada.
Se puede evaluar un sensor de impacto:
•	Por separado en una prueba física de laboratorio, tal vez en una máquina de choque instrumentada.
•	Montado en su elemento previsto en un laboratorio de pruebas con accesorios controlados y choques de entrada controlados.
•	En el campo de entrada con impactos incontrolados y más altamente variables.
El uso de métodos de ensayo adecuados y protocolos de verificación y validación es importante para todas las fases de la evaluación.

## Tecnología
Se encuentra disponible una amplia variedad de tecnologías que van desde simples indicadores analógicos hasta componentes electrónicos más sofisticados. Por lo general, un dispositivo proporciona una indicación óptica de un evento desencadenado, pero a veces se pueden proporcionar señales eléctricas:
- sensores como acelerómetros y sistemas microelectromecánicos asociados[1]
- sistemas de masa-resorte que pueden ser activados por un impacto[1]
- bolas magnéticas que se pueden desprender de un soporte[1]
- interrupción de la tensión superficial de un líquido[1]
- rotura de un componente frágil de bajo costo con una fragilidad conocida[1]

## Monitoreo de envíos

Activación del sensor de impacto después de una manipulación excesiva

Se puede montar un sensor de impacto en un paquete (interior o exterior) o directamente en el producto que se envía. El montaje en el paquete generalmente se realiza para detectar una manipulación excesiva, como alturas de caída elevadas, mientras que el montaje en el producto se realiza para indicar más de cerca el daño del producto.
Algunos envíos necesitan más de un detector de impactos para monitorear mejor todas las direcciones de los impactos. Los artículos grandes o largos a veces tienen detectores de impacto en ambos extremos del contenedor de envío.
El sensor de impacto indica si es probable que las mercancías en tránsito hayan estado sometidas a condiciones potencialmente dañinas. Según estos datos, las opciones pueden ser:
- Si no ha habido un choque inusual, continúe usando el envío como está, sin una inspección especial
- Si se han producido riesgos potencialmente dañinos, inspeccione minuciosamente el envío en busca de daños o realice una calibración adicional antes de su uso
- El destinatario puede optar por negociar con el transportista, el remitente o el proveedor o incluso rechazar un envío en el que los sensores indiquen un daño severo

Los golpes y los impactos no son los únicos peligros que pueden causar daños; la vibración, los pinchazos, la compresión, etc. también pueden causar daños pero no activarían un sensor de impacto.

## Impacto a personas

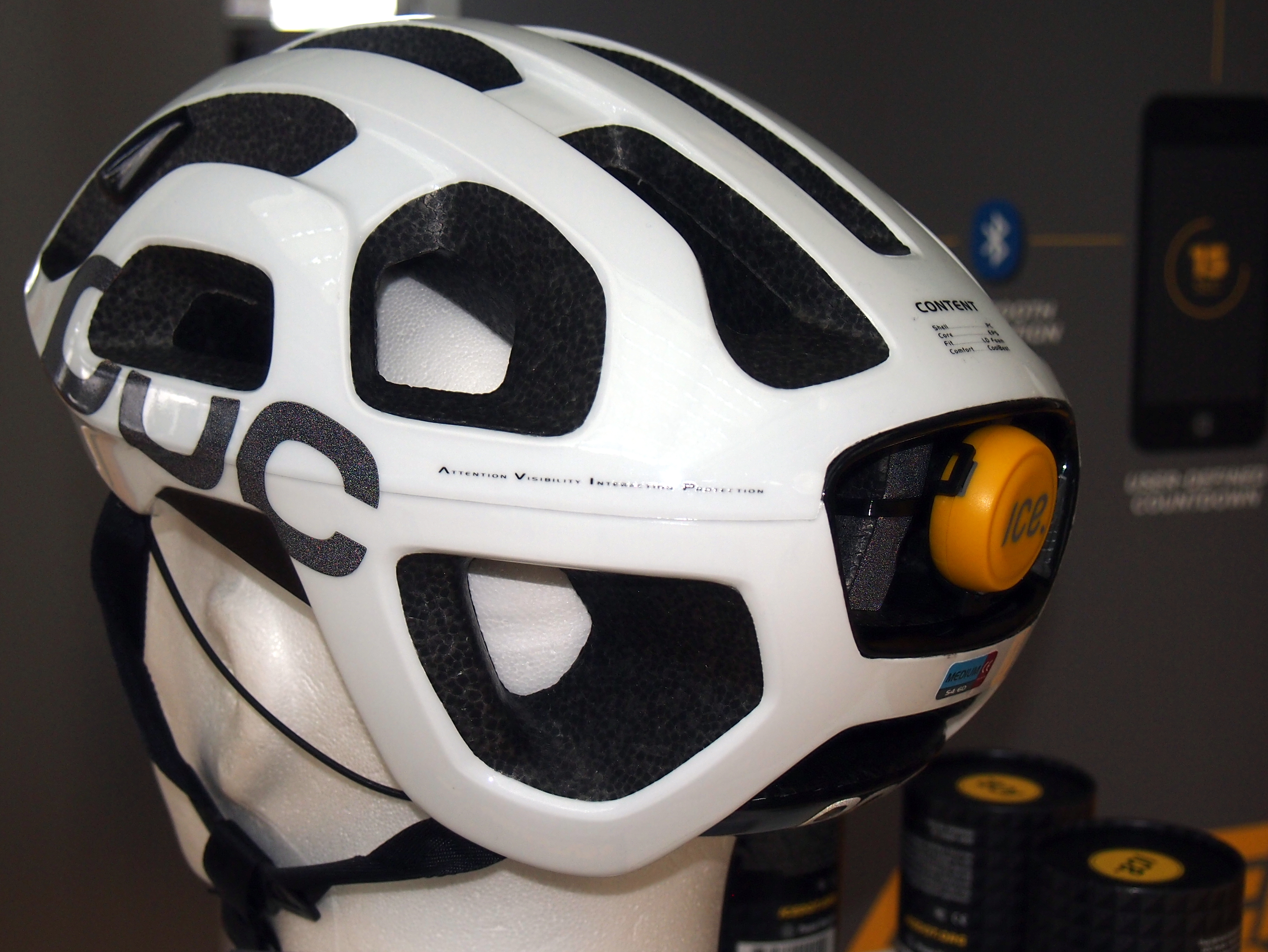
El sensor de impacto en el casco de la bicicleta señala cuando se ha producido un choque

Los equipos de protección personal, como los cascos, a veces están equipados con monitores de impacto.  Estos están destinados a ayudar a saber si ha ocurrido un impacto excesivo y ayudar a dirigir el descanso o la atención médica necesarios. La investigación continúa, incluidos protectores bucales especializados para ayudar a clasificar los impactos en la cabeza.
Los sensores de colisión de los cascos de ciclismo pueden detectar una colisión y pedir ayuda. Los sensores de caída están disponibles para las personas mayores para pedir ayuda cuando se detecta una caída.

## Otros usos
Un uso relacionado de un sensor de impacto es por ejemplo, el sensor de la bolsa de aire del automóvil. Estos sofisticados sensores se utilizan para activar el sistema de bolsas de aire de protección que se utilizan en los vehículos actuales.
Los sistemas de protección activa del disco duro detectan los impactos en las computadoras portátiles para ayudar a minimizar los daños causados por caídas.
Algunas balizas de localización de emergencia, como los transmisores de localización de emergencia, se activan debido a un choque o impacto específico.

## Interpretación
Los sensores de impacto se utilizan para indicar si se ha producido un impacto significativo: esto ayuda a determinar la necesidad de acciones de seguimiento. La variabilidad siempre está presente y debe tenerse en cuenta en el análisis:
- Los sensores de impacto tienen alguna variación en la respuesta a las descargas en condiciones controladas de laboratorio.
- Las personas responden de manera individual a los impactos. Lo que podría causar lesiones a una persona podría no ser tan grave para otra.
- Los artículos frágiles y los productos envasados responden con variaciones a los choques de laboratorio uniformes.
- Los choques de campo son muy variables.

Por supuesto, es mejor cuando el detector de golpes indica correctamente cuándo es probable que haya daños o lesiones y cuándo no. Es muy posible tener señales falsas positivas cuando se activa un detector de choque pero no hay daño en un producto o no hay lesiones a una persona. Asimismo, también son posibles falsos negativos.
|                               | Daño o lesión  | Sin daños ni lesiones |
| ----------------------------- | -------------- | --------------------- |
| Sensor de impacto activado    | Señal correcta | Falso positivo        |
| Sensor de impacto no activado | Falso negativo | Señal correcta        |

Los sensores de impacto están diseñados para indicar un solo choque o impacto severo. En algunos casos, una serie de choques menores pueden causar daños o lesiones, pero no activarían un sensores de impacto.